# Orachrysops regalis
The Royal Blue (Orachrysops regalis) là một loài bướm ngày thuộc họ Bướm xanh. Nó được tìm thấy ở Nam Phi, nơi nó được tìm thấy ở Mpumalanga to the Strydpoortberge và Letsitele Kop.
Sải cánh dài 34–40 mm đối với con đực và 30–42 mm đối với con cái. Con trưởng thành bay từ tháng 10 đến tháng 12, although the except time depends on the spring rains. Có một lứa một năm.
Ấu trùng ăn Indigofera species.